# Foetorepus masudai
Foetorepus masudai es una especie de peces de la familia Callionymidae en el orden de los Perciformes.

## Morfología
• Los machos pueden llegar alcanzar los 18 cm de longitud total.

## Hábitat
Es un pez de mar de clima templado y demersal.

## Distribución geográfica
Se encuentra en las Hawái.

## Observaciones
Es inofensivo para los humanos.